# Chrystus po ubiczowaniu (obraz Diega Velázqueza)
Chrystus po ubiczowaniu lub Ubiczowany Chrystus kontemplowany przez duszę chrześcijańską, znany również jako Chrystus i Chrześcijańska Dusza – obraz olejny hiszpańskiego artysty barokowego Diega Velázqueza. Został namalowany w latach 1626–1628.
Dzieło znajduje się w zbiorach National Gallery w Londynie.